# Omar Morales
Omar Antonio Morales Ferrer, född 17 oktober 1985 i Caracas, Venezuela, är en venezuelansk MMA-utövare som sedan 2019 tävlar i organisationen Ultimate Fighting Championship.

## Bakgrund
Morales är uppvuxen med kampsport. Hans far är en dekorerad mästare inom fullkontakt och grundare av SLAM, Sistema Libre de Artes Marciales, ett fullkontaktgym.
Innan han började tävla i MMA tävlade Morales även framgångsrikt i fullkontakt.

## Tävlingsfacit
| Resultat | Facit | Motståndare             | Metod                     | Evenemang                                    | Datum             | Rond | Tid  | Plats                               | Notering |
| -------- | ----- | ----------------------- | ------------------------- | -------------------------------------------- | ----------------- | ---- | ---- | ----------------------------------- | -------- |
| Vinst    | 1–0   | Angel Brito             | Submission (n/a)          | GOV 2                                        | 26 november 2011  | 1    | n/a  | Maturín, Venezuela                  |          |
| Vinst    | 2–0   | Jesus Rodriguez         | Submission (armbar)       | PMMA                                         | 18 augusti 2012   | 1    | 3:34 | San Antonio de Los Altos, Venezuela |          |
| Vinst    | 3–0   | Wilmer Gonzalez         | Submission (giljotin)     | SMMA 2                                       | 27 oktober 2012   | 1    | 1:54 | Caracas, Venezuela                  |          |
| Vinst    | 4–0   | Stefan Werleman         | Submission (rear-naked)   | Eye 4N Eye FC                                | 26 september 2014 | 1    | 0:49 | Oranjestad, Aruba                   |          |
| Vinst    | 5–0   | Danilo Padilha Da Silva | Domslut (enhälligt)       | Fight Time 25                                | 29 maj 2015       | 3    | 5:00 | Miami, FL, USA                      |          |
| Vinst    | 6–0   | Jhan Zuniga             | Submission (rear-naked)   | Latin American Championship                  | 20 februari 2016  | 1    | 3:14 | Valencia, Venezuela                 |          |
| Vinst    | 7–0   | Troy Nawrocki           | KO (slag)                 | Bellator 204                                 | 17 augusti 2018   | 1    | 0:58 | Sioux Falls, SD, USA                |          |
| Vinst    | 8–0   | Harvey Park             | TKO (bensparkar och slag) | DWCS säs. 3, avs. 7                          | 6 augusti 2019    | 2    | 1:06 | Las Vegas, NV, USA                  |          |
| Vinst    | 9–0   | Dong Hyun Ma (KOR)      | Domslut (enhälligt)       | UFC Fight Night: Edgar vs. The Korean Zombie | 21 december 2019  | 3    | 5:00 | Busan, Sydkorea                     |          |
| Vinst    | 10–0  | Gabriel Benitez (MEX)   | Domslut (enhälligt)       | UFC Fight Night: Smith vs. Teixeira          | 13 maj 2020       | 3    | 5:00 | Jacksonville, FL, USA               |          |
| Förlust  | 10–1  | Giga Chikadze (GEO)     | Domslut (enhälligt)       | UFC Fight Night: Moraes vs. Sandhagen        | 11 oktober 2020   | 3    | 5:00 | Abu Dhabi, Förenade Arabemiraten    |          |
| Vinst    | 11-1  | Shane Young (NZL)       | Domslut (enhälligt)       | UFC 260                                      | 27 mars 2021      | 3    | 5:00 | Las Vegas, NV, USA                  |          |